# Sesión continua
Sesión continua est un film espagnol réalisé par José Luis Garci, sorti en 1984. Le film fut nommé à l'Oscar du meilleur film en langue étrangère.

## Fiche technique
- Titre : Sesión continua
- Réalisation : José Luis Garci
- Scénario : José Luis Garci et Horacio Valcárcel
- Production : José Luis Garci et José Esteban Alenda
- Musique : Jesús Gluck
- Photo : Manuel Rojas
- Pays d'origine :  Espagne
- Genre : Film dramatique
- Durée : 115 minutes
- Dates de sortie :  
  -  Espagne : 10 septembre 1984
  -  Argentine : 11 avril 1985

## Distribution
- Adolfo Marsillach : José Manuel Varela
- Jesús Puente : Federico Alcántara
- María Casanova : La Mala
- José Bódalo : Dionisio Balboa
- Encarna Paso : Pili